# Consulta Pública (site)
Consulta Pública, também conhecido como BTCMT, foi um website que disponibilizava dados públicos. Foi criado em novembro de 2018, e encerrou suas atividades no mesmo ano, quando entrou em evidência.

## Website
A Consulta Pública disponibiliza dados como nome completo, data de nascimento, endereço e nome da mãe a partir do número do CPF ou CNPJ. De acordo com a UOL, diferente de sites como o Telefone.Ninja, os dados da Consulta Pública estavam atualizados, o que aponta que os dados podem ter sido vazados ou vendidos de órgãos como a Receita Federal. O site surgiu em novembro de 2018 em nome de um médico paulista. Ele entrou em evidência em 2018, quando foi derrubado por autoridades. Ele estava hospedado no GoDaddy, nos Estados Unidos.
O site estava hospedado no endereço btcnt.com.br. Por causa da sigla BTC, especulou-se que o site continha um script para minerar bitcoins, o que foi descartado pela Kaspersky Lab.

## Ver Também
- Telefone.Ninja
- Tudo Sobre Todos
- FuiVazado!